# 11. Königlich Bayerische Infanterie-Division

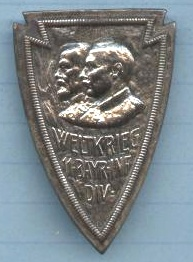
Erinnerungsabzeichen der 11. Bayerischen Infanterie-Division, 1916

Die 11. Infanterie-Division war ein Großverband der Bayerischen Armee im Ersten Weltkrieg.

## Gliederung

### Kriegsgliederung vom 24. März 1915
- 21. Infanterie-Brigade
  - 3. Infanterie-Regiment „Prinz Karl von Bayern“
  - 22. Infanterie-Regiment „Fürst Wilhelm von Hohenzollern“
  - Reserve-Infanterie-Regiment 13
  - 1. Eskadron/2. Chevaulegers-Regiment „Taxis“
  - 4. Eskadron/7. Chevaulegers-Regiment „Prinz Alfons“
  - 21. Feldartillerie-Regiment
  - 5. Batterie/2. Fußartillerie-Regiment
  - Pionier-Bataillon 21
  - Scheinwerferzug 21
  - Fernsprech-Doppelzug 11

### Kriegsgliederung vom 4. Januar 1918
- 21. Infanterie-Brigade
  - 3. Infanterie-Regiment „Prinz Karl von Bayern“
  - Reserve-Infanterie-Regiment 13
  - 22. Infanterie-Regiment „Fürst Wilhelm von Hohenzollern“
  - 2. Eskadron/7. Chevaulegers-Regiment „Prinz Alfons“
- Artillerie-Kommandeur 11
  - 21. Feldartillerie-Regiment
- Pionier-Bataillon 11
- Nachrichten-Kommandeur 11

## Gefechtskalender

### 1915
- 5. bis 27. April --- Reserve der OHL
- 1. bis 3. Mai --- Schlacht von Gorlice-Tarnów
- 4. bis 23. Mai --- Verfolgungskämpfe nach der Schlacht von Gorlice-Tarnów
  - 16. bis 23. Mai --- Übergang über den San
    - 9. bis 10. Mai --- Übergang über den Wisłok, nach Wzdów, Jaćmierz, Zarszyn, Odrzechowa
    - 10. Mai --- Übergang über den San, nach Sanok
- 27. Mai bis 7. Juni --- Kämpfe um Przemyśl
- 17. bis 22. Juni --- Schlacht bei Lemberg
- 22. Juni bis 15. Juli --- Verfolgungskämpfe an der galizisch-polnischen Grenze
- 15. bis 18. Juli --- Schlacht bei Maslomencze
- 19. bis 30. Juli --- Schlacht bei Hrubieszów
- 31. Juli --- Schlacht bei Strzelcze
- 1. bis 3. August --- Schlacht bei Cholm
- 7. bis 12. August --- Schlacht an der Uherka
- 13. bis 17. August --- Schlacht bei Wlodawa
- 19. August bis 5. September --- Verfolgungskämpfe zwischen Bug und Jasiolda
  - 27. bis 28. August --- Verfolgung auf Kobryn
  - 29. bis 31. August --- Verfolgung durch die Pripjetsümpfe
- 13. September bis 6. Oktober --- Zweiter Aufmarsch an der serbischen Nordgrenze
- 6. Oktober bis 28. November --- Feldzug in Serbien
- ab 23. November --- Reserve in Syrmien (Heeresgruppe Mackensen)

### 1916
- bis 6. Februar --- Reserve in Syrmien (Heeresgruppe Mackensen)
- 6. Februar bis 1. März --- Reserve der OHL und Transport nach dem Westen
- 2. März bis 16. Mai --- Schlacht um Verdun
  - 4. März bis 18. April --- Kämpfe im Wald von Avocourt
  - 16. Mai bis 19. Juni --- Reserve der OHL und Transport nach dem Osten
- 19. Juni bis 27. Juli --- Kämpfe am Styr und Stochod
- 28. Juli bis 10. Oktober --- Schlacht bei Kowel
- 15. Oktober bis 9. November --- Grenzkämpfe am Vulkangebirge (Rumänien)
- 15. Oktober bis 24. November --- Gebirgskämpfe am Rothen-Turm-Pass (Rumänien)
  - 10. bis 14. November --- Schlacht am Szurduk
  - 16. bis 17. November --- Schlacht von Târgu Jiu
  - 18. bis 23. November --- Verfolgung durch die Westwalachei (Rumänien)
- 24. bis 27. November --- Kämpfe am unteren Alt
- 25. bis 30. November --- Verfolgungskämpfe bei Curtea de Arges-Pitesti
- 1. bis 5. Dezember --- Schlacht am Argesch
- 6. Dezember --- Einnahme von Bukarest
- 9. bis 20. Dezember --- Verfolgungskämpfe bei Jalomita-Prahova und Buzaul
- 21. bis 27. Dezember --- Schlacht bei Rimnicul-Sarat

### 1917
- 6. Januar bis 20. April --- Reserve der OHL und Transport nach dem Westen
- 23. bis 26. April --- Stellungskampf im Oberelsaß
- 29. April bis 27. Mai --- Doppelschlacht an der Aisne und in der Champagne
- 28. Mai bis 19. September --- Stellungskämpfe am Chemin des Dames
- 19. Juli bis 7. Oktober --- Reserve der OHL
- 8. bis 11. Oktober --- Stellungskämpfe in der Champagne
- 14. Oktober bis 13. November --- Schlacht in Flandern (bei Passchendaele)
- ab 19. November --- Stellungskämpfe auf den Maashöhen bei Lamorville, Spada und St. Mihiel

### 1918
- bis 24. März --- Stellungskämpfe auf den Maashöhen bei Lamorville, Spada und St. Mihiel
- 10. bis 24. April --- Schlacht um den Kemmel
- 30. April bis 1. Mai --- Stellungskrieg in Flandern
- 1. bis 27. Mai --- Grenzschutz an der belgisch-holländischen Grenze
- 27. Mai bis 13. Juni --- Schlacht bei Soissons und Reims
- 14. Juni bis 4. Juli --- Stellungskämpfe zwischen Oise, Aisne und Marne
- 5. bis 17. Juli --- Stellungskämpfe westlich Soissons
- 18. bis 25. Juli --- Abwehrschlacht zwischen Soissons und Reims
- 26. Juli bis 3. August --- Bewegliche Abwehrschlacht zwischen Marne und Vesle
- 9. August bis 27. September --- Stellungskrieg in Flandern
- 28. September bis 17. Oktober --- Abwehrschlacht in Flandern
- 18. bis 24. Oktober --- Nachhutkämpfe zwischen Yser und Lys
- 25. Oktober bis 1. November --- Schlacht an der Lys
- 2. bis 4. November --- Nachhutkämpfe beiderseits der Schelde
- 5. bis 11. November --- Rückzugskämpfe vor der Antwerpen-Maas-Stellung
- ab 12. November --- Räumung des besetzten Gebietes und Marsch in die Heimat

## Kommandeure
| Dienstgrad                   | Name                   | Datum                            |
| ---------------------------- | ---------------------- | -------------------------------- |
| Generalmajor/Generalleutnant | Paul Ritter von Kneußl | 24. März 1915 bis 7. August 1918 |
| Generalmajor                 | August Großmann        | 8. August bis Ende               |

## Weblink
- 11. bay. Inf.-Division@omaha-beach.org